# Pseudomaevia cognata
Pseudomaevia cognata är en spindelart som beskrevs av William Joseph Rainbow 1920. Pseudomaevia cognata ingår i släktet Pseudomaevia och familjen hoppspindlar. Inga underarter finns listade i Catalogue of Life.